# Jean-Louis Michel (maître d'armes)
Pour les articles homonymes, voir Jean-Louis Michel et Michel.
Jean-Louis Michel (1785-1865) est un maître d'armes mulâtre français, considéré comme la plus grande figure de l’escrime du XIXe siècle. Il fit autorité dans toute l’Europe et fut également un bienfaiteur de l’escrime.

## Biographie

### Enfance
Jean-Louis Michel est né à Saint-Domingue (qui fait maintenant partie d’Haïti) en 1785. Orphelin très tôt, il est recueilli par une famille protestante de Montauban. En 1796, Jean-Louis échoue dans un peloton d’enfants de troupe. Contrefait, malingre, trop petit pour son âge, il montre une persévérance hors du commun. Ses qualités et son talent pour l’escrime sont remarqués par le maître d’armes belge d’Erape  qui le prend sous son aile. Rapidement, Jean-Louis Michel devient un athlète.

### Dans l'armée de l'Empereur NapoléonIer
En 1814, tambour-major et devenu 1er maître d’armes, il avait déjà participé à plus de trente batailles en Égypte, en Italie, en Prusse,  en Russie et en Espagne. À 29 ans, il est fait chevalier de la Légion d'honneur.
Alors que la 3e division de l’armée de l’Empereur Napoléon Ier arrive à Madrid, une querelle de soldats éclate entre le 32e de ligne et le 1er régiment composé d’Italiens. Afin d’arrêter la tuerie, le conseil de guerre décide que les maîtres et les prévôts des deux régiments assumeront la responsabilité de la querelle. Quinze tireurs sont désignés de chaque côté pour se battre en duel. Devant dix mille témoins, Jean-Louis Michel, maître du 32e régiment et Giacomo Ferrari, maître florentin renommé, commencent. Ferrari est blessé à mort. Le second adversaire également. En quarante minutes et treize combats, Jean-Louis Michel  donne vingt-sept coups d’épée dont trois mortels. L’honneur des régiments étant lavé, la camaraderie put reprendre ses droits dans les rangs de cette armée composée de soldats de différentes nationalités, au gré des conquêtes.

### Retraite
Jean-Louis Michel refusa un grade d’officier pour demeurer maître d’armes. En 1830, il prit sa retraite à Montpellier où il ouvrit une salle d’armes. 
À la fin de sa vie, il disait que «  le duel à mort est un fléau pour la société » et  que «  l’escrime est l’art de la conciliation ». 
Il se maria sur le tard avec une Espagnole, Josefa Montès et eut une fille, elle-même fine lame. Jusqu’à près de quatre-vingt ans, rendu aveugle par la cataracte, il continua à donner des leçons. 
Il fut consacré 1er Maître d’Armes de France.
Il est inhumé au cimetière Saint-Lazare de Montpellier.

## Legs technique
Son style qui a mis en valeur l’économie de mouvement a eu une influence majeure sur l’école française d’escrime quoique Jean-Louis Michel n’ait laissé aucun traité. Il a tenté notamment de supprimer la tierce des parades classiques.
Un de ses élèves, l'adjudant A. Galard, a par contre écrit un traité d'escrime sur l'art de son Maître. Ce traité a été retrouvé récemment par M. Christian Germinet qui en a fait don à la Fédération Française d'Escrime.
La "salle Jean-Louis", 6 place Saint-Michel à Paris, montée à la fin du XIXe siècle, était animée par les maîtres d'armes Achille Broutin et Alphonse Kirchhoffer, médaille d'argent aux Jeux olympiques de Paris en 1900.
La "salle Jean-Louis", fondée à Auckland Nouvelle-Zélande, en 1955 par Bert Raper.
Aujourd’hui, la Salle Jean-Louis du New Zealand Fencing Club à Auckland a un lien direct avec Jean-Louis Michel lui-même, par l’intermédiaire de son prévôt Emmanuel Broutin (1826-1883) puis de son fils, Claude Léon Broutin (1859-1926)  qui eut pour élèves deux escrimeurs anglais, John et Victor Millard jusqu’à Bert Raper. La Salle Jean-Louis a été fondée à Auckland en 1955 par Bert Raper qui a formé  Brian Pickworth, premier escrimeur néo-zélandais sélectionné pour les Jeux olympiques et Dot Gard (Melody Coleman), médaillée d’or en 1962 puis d'argent en 1966, aux Jeux de l'Empire Britannique.

## Galerie

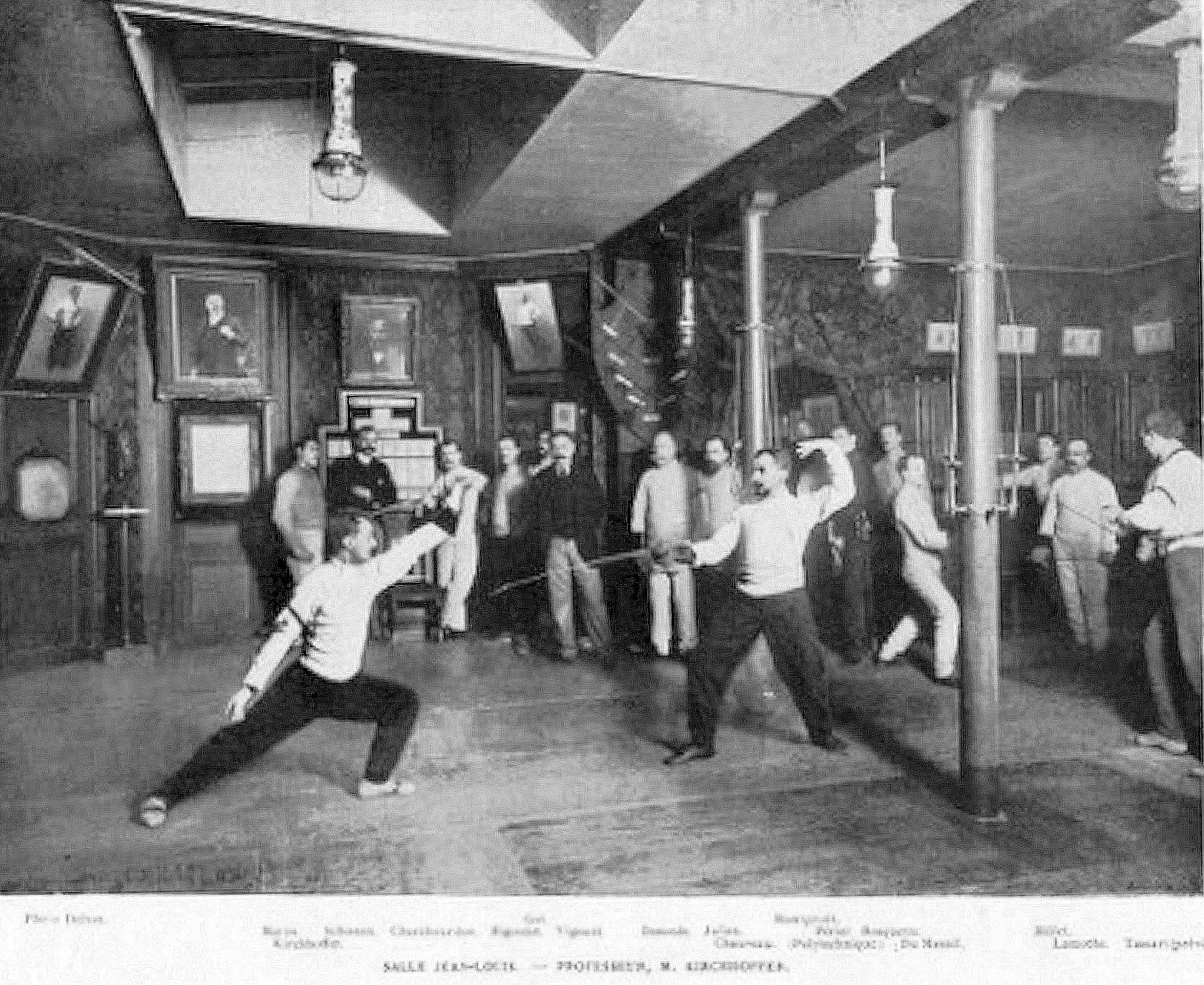
Salle d'armes Jean-LouisLe sport universel illustré, 1898 (gallica.bnf.fr)
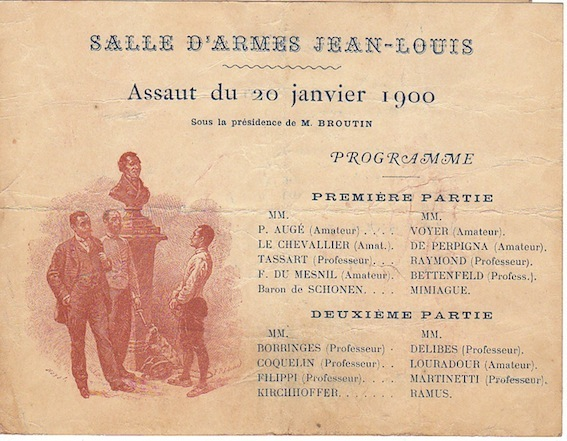
Salle d'armes Jean-LouisAssaut 20 janvier 1900(coll. Ucciani)
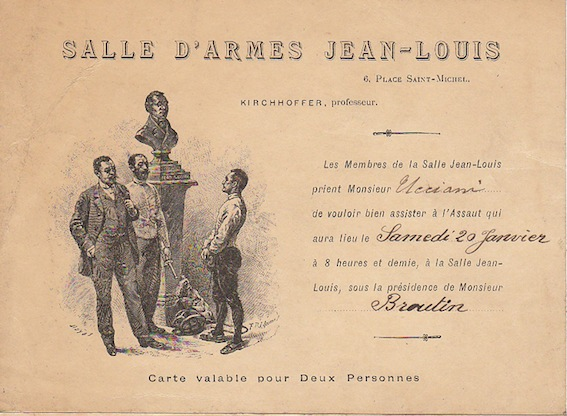
Salle d'armes Jean-LouisInvitation 20 janvier 1900(coll. Ucciani)